# Fotbal Club Progresul București

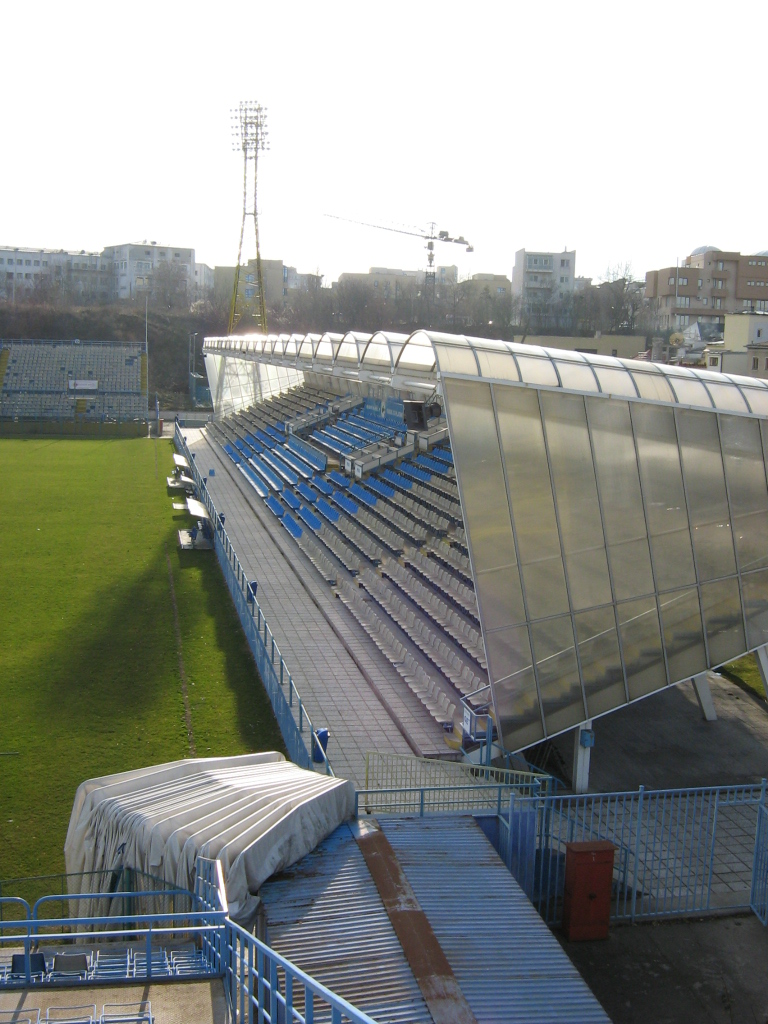
Stadio

Il FC Progresul București è una società calcistica rumena, che ha sede nella capitale Bucarest. A seguito di problemi economici che ne hanno causato l'estromissione dal campionato di Liga II, gioca attualmente in Liga IV, la quarta divisione del campionato di calcio della Romania. Nella sua storia ha vinto 1 Coppa di Romania nel 1960. Di recente è stata conosciuta anche con il nome di FC Național București.

## Storia
Il club è stato fondato nel 1944 con il nome Socec Lafayette București, ma con il succedersi degli anni, la denominazione ufficiale è cambiata molto spesso; questo l'elenco:
- 1944: Socec Lafayette București
- 1948: Grafica Monetaria București
- 1950: Spartac București
- 1954: Progresul Finante-Banci București
- 1956: Progresul București
- 1977: fusione con Vulcan București nella nuova società CS Progresul Vulcan București
- 1987: Progresul Voința București
- 1989: Progresul Șoimii I.M.U.C.
- 1991: FC Progresul BNR București
- 1994: FC Național București
- 2006: FC Progresul București

Nella logica statalista del regime comunista, il club era la squadra del ministero del tesoro. La prima partecipazione al torneo di massima serie, ora Liga I, risale al 1955, e di solo 5 anni più tardi la prima affermazione a livello nazionale, la Coppa di Romania. Nella stagione 1961-62 arriva anche la prima partecipazione europea, alla Coppa delle Coppe.
L'ultima partecipazione al massimo torneo nazionale risale alla stagione 2006-07. Nella stagione 2008-09, in Liga II, la squadra viene estromessa dal torneo nel mese di aprile 2009 per problemi finanziari e costretta a ripartire dalla Liga IV. Con la relegazione nelle serie minori cambia anche lo stadio; dal capiente Stadionul Cotroceni (14.542 spettatori) al piccolo Coresi (500 spettatori).

## Palmarès

### Competizioni nazionali
- Coppa di Romania: 1

1959-1960

#### Altri piazzamenti
- Campionato rumeno:

Secondo posto: 1995-1996, 1996-1997, 2001-2002
Terzo posto: 1955, 1961-1962
- Coppa di Romania:

Finalista: 1957-1958, 1996-1997, 2002-2003, 2005-2006
Semifinalista: 1958-1959, 1961-1962, 1964-1965, 1967-1968, 1995-1996

## Rosa 2009-2010
| N. |                    | Ruolo | Calciatore     |
| -- | ------------------ | ----- | -------------- |
| 1  | Romania (bandiera) | P     | Victor Alecu   |
| 4  | Romania (bandiera) | D     | Nicolae Ovidiu |
| 13 | Romania (bandiera) | D     | Marian Groner  |
| 17 | Romania (bandiera) | D     | George Ionescu |
| 3  | Romania (bandiera) | D     | Daniel Stoian  |
| 6  | Romania (bandiera) | D     | Costel Lazar   |
| 18 | Romania (bandiera) | D     | Bogdan Soare   |
| 14 | Romania (bandiera) | C     | Marius Nastase |
| 26 | Romania (bandiera) | C     | Daniel Bartan  |
| 19 | Romania (bandiera) | C     | Robert Lica    |
| 16 | Romania (bandiera) | C     | Petrica Ghita  |

| N. |                    | Ruolo | Calciatore        |
| -- | ------------------ | ----- | ----------------- |
| 8  | Romania (bandiera) | C     | Aurel Badea       |
| 20 | Romania (bandiera) | C     | Alexandru Mihaila |
| 5  | Romania (bandiera) | C     | Alexandru Iliuta  |
| 15 | Romania (bandiera) | C     | Alex Harsu        |
| 10 | Romania (bandiera) | A     | Sorin Gheorghiu   |
| 11 | Romania (bandiera) | A     | Ovidiu Dumitrescu |
| 21 | Romania (bandiera) | A     | Viorel Niculae    |
| 27 | Romania (bandiera) | A     | Mihai Nitu        |
| 2  | Romania (bandiera) | A     | Claudiu Pana      |
| 9  | Romania (bandiera) | A     | Alexa Astrenie    |